# Antoine Hennequin de Villermont

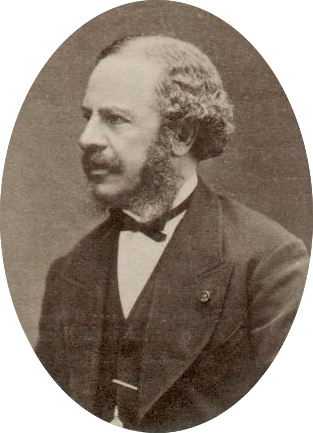

Antoine Charles Hennequin de Villermont (Rouen, 12 juli 1815 - Couvin, 9 februari 1893) was een Belgisch edelman van Franse oorsprong.

## Geschiedenis
- In 1359 werd Oudinot Hennequin erkend in de adel door koning Karel V van Frankrijk.
- In 1680 werd Christophe Hennequin bevestigd in de adel door de Parijse Cour des Aides.

## Levensloop
Antoine Hennequin de Villermont was een zoon van de Franse admiraal Athanase Hennquin en van Françoise de Brettes. Hij trouwde in 1838 in Grimbergen met Elisa de Fraye (1819-1841) en in 1847 in Brussel met Marie-Adelaïde Licot (1829-1890). Hij had een dochter uit het eerste en negen kinderen uit het tweede bed.
Hij werd provincieraadslid voor het kanton Couvin en bestendig afgevaardigde voor de provincie Namen. In 1849 werd hij tot Belg genaturaliseerd en in 1852 werd hij erkend in de Belgische erfelijke adel, met de titel graaf overdraagbaar bij eerstgeboorte. In 1871 werd zijn titel overdraagbaar op alle afstammelingen.
Als provincieraadslid en gedeputeerde was hij zeer actief voor de bevolking die hem had verkozen. Hij was daarnaast een overtuigd ultramontaan en hield zich bezig met het welzijn van de zoeaven die voor de pauselijke staten vochten. In België was hij een van de stichters van de Vereniging van Sint-Vincentius à Paulo.
Hij was een actief journalist, als bestuurder van de Courrier de Bruxelles (1871-1882) en als medewerker aan de Revue catholique en de Revue de Belgique. Hij deed ook veel opzoekingen in archieven en publiceerde heel wat historische werken, over lokale of meer algemene onderwerpen.
Hij liet zich meeslepen in de riskante financiële ondernemingen van de bankier André Langrand-Dumonceau en werd er door geruïneerd.

## Afstammelingen
- Alphonse Hennequin de Villermont (1851-1914) trouwde in 1886 met Marie-Philomène de Moreau (1853-1887) en in 1889 met barones Adeline de T'Serclaes (1853-1914). Deze familietak doofde uit.
- Honoré Hennequin de Villermont (1859-1931), ondervoorzitter van de spoorwegmaatschappij van Chimay, trouwde in 1893 met Aline Le Grand (1865-1929).
- Carlos Hennequin de Villermont (1864-1929) trouwde in 1889 met Clémence van den Berghe (1868-1956). Hij was burgemeester van Boussu-en-Fagne en provincieraadslid van Namen.
  - Charles-Léon Hennequin de Villermont (1890-1969), voorzitter van het hof van beroep in Brussel, trouwde met Marie d'Ursel de Rouillé (1891-1973), met wie hij vier dochters had en twee zoons die ongehuwd bleven, met vooruitzicht van nakende uitdoving.

## Publicaties van Antoine Hennequin
- Tilly et la Guerre de Trente Ans, 2 volumes, Parijs, 1860.
- Ernest de Mansfeldt, 2 volumes, Brussel, 1865-66.
- Lettres d'un campagnard, 2 volumes, Brussel, 1873.
- Couvin et sa Chatêllenie, Namen, 1876.
- La seigneurie de Boussu, Namen 1881.
- Marie-Thérèse, 1717-1780, 2 volumes, Parijs, 1895.